# Pierrepoint (familie)
Pierrepoint is de naam van een Britse familie die drie bekende beulen heeft voortgebracht.
- Thomas Pierrepoint (1870-1954)
- Henry Pierrepoint (1874-1922)
- Albert Pierrepoint (1905-1992)